# Минеральная вода
Минера́льная вода — вода, содержащая в своём составе растворённые соли, микроэлементы, а также некоторые биологически активные компоненты.
Среди минеральных вод выделяют минеральные природные питьевые воды, минеральные воды для наружного применения и другие.
Минеральные воды также имеют важное бальнеологическое значение и их широко используют в санаторно-курортных процедурах.
Воды для наружного применения используются для ванн, купаний, душей, проводимых в бальнеолечебницах и в лечебных бассейнах, а также для ингаляций и полосканий при заболеваниях носоглотки и верхних дыхательных путей, для орошений и промываний полых органов и других подобных целей.

## Минеральные природные питьевые воды
Минеральные воды — сложные растворы, в которых вещества содержатся в виде ионов, недиссоциированных молекул, газов, коллоидных частиц.
Минеральными природными питьевыми водами называются воды, добытые из водоносных горизонтов или водоносных комплексов, защищённых от антропогенного воздействия, сохраняющих естественный химический состав и относящиеся к пищевым продуктам.
Не считаются природными минеральными водами:
- смесь подземных вод из водоносных горизонтов с разными условиями формирования их гидрохимических типов или смесь подземных вод разных гидрохимических типов;
- смесь природной минеральной воды с питьевой водой или с искусственно минерализованной водой.

Минеральная питьевая вода должна быть прозрачной, бесцветной или с оттенками от желтоватого до зеленоватого цвета жидкостью, со вкусом и запахом, характерным для содержащихся в ней веществ. В минеральной воде возможен осадок содержащихся в ней минеральных солей.
Критерии для отнесения вод к «минеральным» в той или иной степени отличаются у разных исследователей. Всех их объединяет происхождение: то есть минеральные воды — это воды, добытые или вынесенные на поверхность из земных недр. На государственном уровне, в ряде стран ЕС законодательно утверждены определённые критерии причисления вод к категории минеральных. В национальных нормативных актах относительно критериев минеральных вод нашли своё отображение гидрогеохимические особенности территорий, которые присущи для каждой страны.
В России принято определение В. В. Иванова и Г. А. Невраева, данное в работе «Классификация подземных минеральных вод» 1964 года.
В соответствии с ГОСТ 13273-88 (утратил силу в РФ) (ГОСТ Р 54316-2011), к минеральным питьевым водам относятся воды с общей минерализацией не менее 1 г/л или при меньшей минерализации, содержащие биологически активные микрокомпоненты в количестве не ниже бальнеологических норм.
В США минеральной водой считается вода с общей минерализацией не менее 250 мг/л при условии, что она происходит из подземного и физически защищённого источника, характеризующего постоянным уровнем и постоянной пропорцией концентрации компонентов и отсутствием минеральных искусственных добавок.

### Минерализация
В зависимости от общей минерализации минеральные воды классифицируются на:
- Пресные — минерализация до 1 г / дм³ включительно
- Слабоминерализованные —минерализация более 1 и до 2 г / дм³ включительно
- Маломинерализованные —минерализация более 2 и до 5 г / дм³ включительно
- Среднеминерализованные — более 5 и до 10 г / дм³ включительно
- Высокоминерализованные — более 10 и до 15 г / дм³ включительно

### Лечебные свойства
В зависимости от назначения питьевые минеральные воды классифицируют на:
- Столовые — минеральные воды с минерализацией менее 1 г / дм³ и с содержанием биологически активных компонентов[1] менее установленной концентрации[4]; столовые воды пригодны для ежедневного применения здоровыми людьми без ограничений;
- Лечебно-столовые — минеральные воды с минерализацией более 1 г и до 10 г / дм³ включительно при концентрации биологически активных компонентов менее установленных норм[4] или минеральные воды с минерализацией менее 1 г / дм³, но при превышении некоторыми биологически активными компонентами установленных норм[4]; лечебно-столовые воды допускаются для столового потребления здоровыми людьми без ограничений непродолжительный период или нерегулярно;
- Лечебные — минеральные воды с минерализацией более 10 г / дм³ или с меньшей минерализацией, но при превышении концентрации некоторых биологически активных компонентов установленных норм[4]; эти минеральные воды не рекомендованы для обычного столового питья

### Химический состав
По химическому составу различается шесть классов минеральных вод: большинство авторов основывается на различии химического состава вод, который принято выражать в ионной форме (систематизируются не соли, а ионы). Основные химические компоненты минеральных вод:
- Анионы —
  - хлориды
  - сульфаты
  - гидрокарбонаты
- Катионы —
  - натрий
  - кальций
  - магний

### Классификация Александрова
Наиболее известна классификация В. А. Александрова, предложенная в 1932 году. В ней по основным анионам выделены три класса:
- Гидрокарбонатные
- Хлоридные
- Сульфатные

Возможность присутствия других анионов предусматривается в количествах, не превышающих 25 процент-эквивалентов. За 100 % принимается сумма анионов, выраженная в эквивалентах. В каждом из классов три подкласса — в зависимости от катионного состава воды.
- Воды сложного состава— относятся к четвертому классу; в этих водах присутствуют 2—3 аниона в количестве более 25 процент-эквивалентов.

### Ионо-газово-термальные воды
Особые группы составляют воды с активными ионами, газовые и термальные.
Классификация имеет следующий вид:
- Гидрокарбонатные воды (и подклассы):
  - натриевые,
  - кальциевые
  - магниевые
- Хлоридные (аналогичные подклассы): натриевые, кальциевые, магниевые.
- Сульфатные: натриевые, кальциевые, магниевые.
- Воды сложного состава: гидрокарбонатно-хлоридные, гидрокарбонатно-сульфатные, гидрокарбонатно-хлоридно-сульфатные.
- С активными ионами: железистые, мышьяковистые, кремнистые, с другими активными ионами (фтор, литий, кобальт и прочие).
- Газовые: углекислые, сероводородные, другие (азотные, метановые, азотно-метановые и прочие).
- Радоновые воды по специфике не относятся к газовым и выделяются в особую группу, поскольку имеют канцерогенное действие на организм, содержат твёрдые дочерние радиоактивные продукты распада этой эманации радия, способные вызывать рак лёгких при вдыхании. Международный проект «Радон» — инициатива Всемирной организации здравоохранения по снижению риска развития рака лёгких во всём мире.
- Термальные — имеющие температуру 20 °C и выше.

### Классификация Иванова-Невраева
В середине 1960-х В. В. Ивановым и Г. А. Невраевым предложена новая классификация минеральных вод (признаки, использованные В. А. Александровым, они рассматривают комплексно); она хорошо отражает геохимические закономерности образования минеральных вод, и потому ею широко пользуются гидрогеологи при оценке месторождений минвод: она проста, удобна и даёт наглядное представление об основных типах минеральных вод: гидрокарбонатные, хлоридные, сульфатные, смешанные, биологически активные и газированные. Есть и другая трактовка этой классификации — по ионному составу:
- Гидрокарбонатные[5] (щелочные) — противопоказания к применению — гастрит (так как выделяющийся при распаде гидрокарбонатов углекислый газ стимулирует секрецию желудочного сока);
- Сульфатные[5] — категорически нельзя употреблять такую воду детям и подросткам, так как сульфаты препятствуют росту костей, связывая кальций пищи в просвете ЖКТ в нерастворимые соли;
- Хлоридные[5] — противопоказания к применению (категорически) — повышенное давление;
- Магниевые (по катиону; в продолжение этой классификации воды бывают также: натриевые, натриево-калиевые, кальциевые). Противопоказания — склонность к расстройству желудка;
- Железистые (преимущественно — анионы (соли железистой кислоты HFeO2 — в щелочных водах), а также катионы Fe2+, Fe3+ (в кислых минводах)) и другие.

### Газовый состав и компоненты
В зависимости от газового состава и наличия специфических компонентов минеральные воды классифицируют на:
- Углекислые
- Сульфидные (сероводородные), * Азотные
- Кремнистые (H2SiO3)
- Бромистые
- Йодистые
- Железистые
- Мышьяковистые
- Радиоактивные (Rn) и другие.

### Кислотность / Щёлочность
Реакция воды (степень кислотности или щёлочности, выражаемая величиной pH) имеет важное значение для оценки её лечебного действия:
- Кислые воды имеют pH = 3,5—6,8
- Нейтральные — 6,8—7,2
- Щелочные — 7,2—8,5 и выше.

## Геология
Закономерности распространения минеральных вод (в общем виде) обусловливаются геологоструктурными особенностями, геологической историей данной территории, а также геоморфологическими, метеорологическими и гидрологическими факторами. В области молодых складчатых сооружений зачастую встречаются углекислые и азотные минводы. Для глубоко залегающих частей предгорных впадин характерны высокоминерализованные минеральные воды и даже рапа, обогащённая сероводородом. В глубоких горизонтах платформенных впадин распространены хлоридно-кальциевые и хлоридно-натриевые воды; выше лежит зона сульфатных вод и, наконец, в наивысшей зоне — воды гидрокарбонатного типа. В границах кристаллических массивов и щитов встречаются минводы разнообразного химического состава. С массивами кислых кристаллических пород чаще связаны радиоактивные минеральные воды.
Минеральные воды могут быть грунтовыми (изливаются на поверхность самотёком) и напорными (артезианскими, фонтанирующими). В Восточном Зауралье (в курортных районах Талицы, Туринска, Тавды (Тавдинская) Свердловской области) вскрыты в нижнемеловых отложениях термальные минеральные воды; из пробитых скважинами «окон» на поверхность изливаются целые реки — от 10 до 40 л/с (до 4000 м³ в сутки). Причём залегают они в водоносных горизонтах (на глубине 459, 830 и 1170 м) под большим напором, их не нужно поднимать с глубины на поверхность насосами — из скважин бьют фонтаны, достигающие высоты 45 м.
Углекислые воды молодых складчатых структур распространены на Кавказе, Памире, Саянах, Камчатке, в Закарпатье, Южном Тянь-Шане, Забайкалье и других местах. Эти воды принадлежат к широко известным типам минеральных вод — северо-кавказскому Нарзану (и Буркуту — карпатскому Нарзану), Боржоми (Грузия), Арзни (Армения) и Ессентуки (Кавказские Минеральные Воды). Азотные воды зачастую оконтуривают области углекислых минеральных вод и связаны с зонами тектонических разломов и трещинами изверженных пород. Азотные минводы известны на Тянь-Шане и Алтае, горячие азотные воды — в Тбилиси, Краснодаре и Пятигорске. Горячие радиоактивные минеральные воды встречаются в Киргизии, Грузии, КМВ и Алтайском крае, а также Хме́льницкой группе (Хмельник Винницкой области), Мироновской группе (Мироновка Киевской области), Полонской группе курортов (Полонное Хмельницкой области) и других. Сероводородные минеральные воды — на Черноморском побережье Кавказа (Сочи, Мацеста, Кудепста и Хоста) и КМВ (озеро Провал и «Лермонтовский» Пятигорска, Гаазо-Пономаревский источник Ессентуков), в Дагестане (Талги) и Терско-Сунженской возвышенности (Серноводск-Кавказский), в Прикарпатье (Трускавец (в том числе сернистые углеводороды), Немиров, Великий Любень, Шкло) и Приуралье, Ферганской долине и так далее. Сероводородные воды сопутствуют нефтяным месторождениям и природному газу, а также газам вулканических извержений. Глауберовые, соляные и соляно-щёлочные минеральные источники известны в предгорьях Карпат и Крыма, в регионе Днепровско-Донецкой впадины (известнейшие среди них — в Трускавце и Моршине Львовской области и Миргороде Полтавской области).

## Химический состав
Обычно под химическим составом минеральных вод подразумевают солевой состав (качественный и количественный). Но соли, образующиеся при связывании ионов друг с другом, могут присутствовать в растворе в значительных количествах только при высокой минерализации вод, когда степень диссоциации (ионизации, разъединения на ионы) очень слаба. Поэтому говорить о солевом составе минеральных вод можно лишь предположительно.
Наглядное представление о химическом составе воды даёт псевдоформула М. Г. Курлова (формула, предложенная М. Г. Курловым и Э. Э. Карстенсом):
{\displaystyle M_{\mathrm {5{,}3} }\;{\frac {\mathrm {HCO_{3}} \ 50\ \mathrm {Cl} \ 30\ \mathrm {SO_{4}} \ 20}{\mathrm {Na} \ 50\ \mathrm {Mg} \ 25\ \mathrm {Ca} \ 25}}\;pH7\,~T46{,}6\,~D270} м³/сут.
Индекс у буквы «M» в формуле показывает общую минерализацию — содержание солей в граммах на литр, дробь — ионный состав. В числителе стоят анионы (отрицательно заряженные ионы), в знаменателе — катионы (положительно заряжённые ионы). Даны они в сопоставимых единицах — процент-эквивалентах — и показаны в убывающем порядке. Сумма тех и других порознь — 100. pH — водородный показатель активной реакции (щелочности-кислотности) воды, T — температура воды в градусах по Цельсию, D — суточный дебит воды, измеряемый в м³.
При определении предполагаемого солевого состава по этой формуле необходимо знать и учитывать, что очерёдность связывания ионов друг с другом (этот процесс происходит при выпаривании воды) происходит в строго определённом порядке. Существует своего рода «сословная градация»: правом приоритета среди анионов пользуется хлор. С него и начинается определение состава солей, независимо от того, на каком месте он стоит в формуле М. Г. Курлова. Вторыми идут сульфаты, на третьем месте — гидрокарбонаты. Среди катионов наиболее активен натрий, следующим стоит магний, и последним — кальций (в формуле он стоит последним всего лишь потому, что их количества [процентные] с магнием одинаковые, — то есть он расположен по химической иерархии).
Калий по активности не уступает натрию, однако, как правило, калий отдельно от натрия не определяют и в формуле не указывают (или указывают сумму процент-эквивалентов натрий+калий).
Хлор, первым вступая в реакцию, создаёт группу хлоридов. Сначала он с ионами натрия образует хлористый натрий (поваренную [или «каменную»] соль NaCl), если ионов натрия не хватит, свободные ионы хлора начнут соединяться с магнием, образуя хлористый магний (MgCl2 — основа бишофита). А оставшиеся соединятся с кальцием, создавая хлористый кальций (CaCl2). Если же мало хлора, то есть его не хватит на кальций и даже на магний, этих разновидностей не будет в растворе. На минеральных бишофитных водах базируется Ичнянская курортная местность «Качановка», использующее месторождение в с. Новый Подол (Черниговская область). См. Бишофитотерапия.
Затем в реакцию вступают сульфат-ионы. Порядок соединения с катионами такой же. Если хлор не связал весь натрий, сульфат-ионы создают сернокислый натрий (глауберову соль Na2SO4). Кроме того, они могут образовать сернокислый магний (магнезию, или английскую («горькую») соль MgSO4) и сернокислый кальций (гипс CaSO4). Так будет в том случае, если после соединения с хлором в растворе ещё имеются все три катиона и достаточно сульфат-ионов. В случае, когда какие-либо из катионов полностью использованы хлором, в растворе не будет соответствующей сернокислой соли.
В последнюю очередь в реакцию включаются гидрокарбонат-ионы. Они используют оставшиеся катионы в том же порядке. Бывает, что хлора и сульфат-ионов в воде очень мало или же ионов натрия настолько много, что после соединения с двумя первыми анионами часть их остаётся несвязанными. В этих случаях гидрокарбонат-ионы образуют двууглекислый натрий (питьевую соду NaHCO3), а при наличии двух других катионов — гидрокарбонаты магния [Mg(HCO3)2] и кальция [Ca(HCO3)2] (доломитные нарзаны).
Приведённая для примера формула показывает, что в одном литре данной воды содержится в процентах от общей минерализации 5,3 грамма солей: хлористого натрия — 30, сульфата натрия (глауберовой соли) — 20, и гидрокарбонатов магния и кальция — по 25%-экв.
В нашем примере, как явствует из формулы, половину анионов составляют гидрокарбонаты и половину катионов — натрий. Однако это вовсе не свидетельствует о присутствии гидрокарбоната натрия (щелочей), как может показаться на первый взгляд. Хлор первым соединится с натрием, образовав поваренную соль, — 30 % от общей минерализации, а остатки этого катиона заберут сульфат-ионы, создав глауберову соль (20 %). На долю гидрокарбонатов останутся магний и кальций (согласно, опять же, иерархии «доступа»), которые характеризуют жёсткость воды. Щелочей в этой воде практически нет.

## Клинические исследования применения минеральной воды методамидоказательной медицины
Проведённое клиническое исследование без рандомизации (случайное распределение пациентов по группам) и двойного ослепления (метод исследования, при котором ни пациент, ни исследователь не знает, что принимает испытуемый — плацебо или тестируемое лекарство) проводилось на тему ингаляций детей при ОРВИ, показало, что иммуномодулирующий эффект есть. Но само исследование с маленькой выборкой и недостатками, так что по нему выводы об эффективности лечения делать рано.
Ещё одно двойное слепое плацебо-контролируемое исследование, касающееся промывания носа при хроническом насморке минеральной водой и физраствором, показывает преимущество минеральной воды, однако выборка маленькая — 80 человек, нужно делать ещё исследования, для подтверждения положительного эффекта.
Проводились исследования эффективности минеральной воды при запорах: 1) РКИ (рандомизированное контролируемое исследование) по торговому наименованию воды (это возможный признак «заказного» исследования), обычная вода в качестве плацебо в контрольных группах не применялась, в нём приняли участие 244 пациента 2) Ещё одно РКИ по торговому наименованию (возможно признак «заказного» исследования) на 100 человек, в контрольной группе использовалась обычная вода в качестве плацебо 3) Небольшое РКИ на 106 человек страдающих запорами Все три вышеперечисленных исследования показали положительный эффект минеральной воды.
Маленькое исследование группы из 21 пациента (пожилые люди): лечили минеральной водой и диетой с малым количеством поваренной соли. Исследование показало положительный эффект. В нём нет информации, что именно вызвало улучшение: малое количество соли или минеральная вода; так же маленькая выборка пациентов не способствует высокому классу доказанности исследования.
Сравнительное исследование цитрата калия и минеральной воды для профилактики мочекаменной болезни у здоровых молодых людей показало равный профилактический эффект цитрата калия и минеральной воды.
Маленькое (34 человека) плацебо-контролируемое исследование по лечению псориаза минеральными ваннами, показало положительный эффект, в исследовании не применялся метод двойного ослепления.
Есть исследования, подтверждающие эффект минеральной воды для восполнения недостатка минералов в организме взамен таблетированных витаминно-минеральных комплексов, такое использование минеральной воды логично — ведь в ней содержатся растворённые минеральные вещества.

## Физиология
Минеральные воды контактируют прежде всего со слизистой желудка и кишечника.
Углекислота содержится во многих естественных источниках. Для бутылочного разлива минеральные воды обычно газируют, искусственно вводя в них угольную кислоту, что повышает вкусовые качества и способствует сохранности, так как углекислота удерживает соли от выпадения в осадок. Особенно целесообразно газирование хлоридно-натриевых вод. Присутствие углекислоты в щелочных водах, предназначенных больным с заболеваниями, сопровождающимися повышенной секрецией и кислотностью, нежелательно. В этом случае необходимо перед употреблением, подогрев воду, удалить углекислоту.
Многие минеральные воды (например, Боржоми, Джермук, Нарзан и другие) широко используются как столовые воды и без ограничения продаются в торговой сети. Однако лицам, страдающим заболеваниями ЖКТ, сердечно-сосудистой и мочевыделительной систем, а также нарушениями обмена веществ, применять их, не посоветовавшись со врачом, не следует, так как это может привести к нежелательным, нередко тяжёлым, осложнениям.
В некоторых случаях минеральной водой можно запивать лекарства, однако при этом необходимо учитывать физико-химические свойства минеральных вод и самих лекарств. Например, щелочными водами нельзя запивать лекарства с кислотоустойчивыми покрытиями, но уместно запивать сульфаниламиды, в организме подвергающиеся ацетилированию: продукты метаболизма сульфаниламидов в нейтральной и кислой среде не растворяются, и это может приводить к образованию в организме солей и кислот:149—150.
Ниже в подразделах даются краткие сведения о физиологических и соответствующих химических свойствах вод.

## Питьевое применение
Минеральные воды применяются во время курортно-санаторного лечения как столовая вода. Для продажи минеральная вода разливается в бутылки, часто искусственно газируется (газированная минеральная вода). Около источников минеральной воды иногда устраивают питьевые фонтанчики. В России широко известны такие марки воды, как Липецкая (железистая), Солуки, Боржоми, Нарзан и Ессентуки, а также Обуховская — № 11, 13, 14. Кроме Кавказских Минеральных Вод, в России есть другие крупные источники — на Камчатке, в Приморье — Шмаковские курорты в Лесозаводском районе известны марками Шмаковка № 1, Монастырская. В сибирском регионе широко известны минеральные воды Карачинская, Хан-Куль, Тагарская , Терсинка и другие. На Северо-Западе России популярны воды Полюстровская (Ленинградский курортный район), Зеленоградская (Калининградская группа курортов), Угличская (Ярославская область), Серебряная Роса (Вологодская область), Куртяевская (Архангельская область). Также в последнее время наблюдается тенденция ввоза в Россию минеральных вод зарубежных производителей — Белоруссия, Украина, Эстония и так далее.
Выделяют следующие основные типы углекислых вод:
- Воды типа Нарзанов — гидрокарбонатные и сульфатно-гидрокарбонатные (в том числе содово-глауберовы) магниево-кальциевые, обычно холодные, с минерализацией до 3—4 г/л, которые служат важным источником дохода для важнейших бальнеологических курортов РФ (например, курорт Кисловодск, Железноводские нарзаны);
- Воды типа Пятигорска — термальные сложного анионного состава, обычно натриевые, с минерализацией до 5-6 г/л, которые составляют довольно редкую и весьма ценную группу питьевых и наружно применяемых углекислых вод (курорты Пятигорск — хлоридно-гидрокарбонатно-сульфатный «Машук № 19», Железноводск);
- воды типа Боржоми — гидрокарбонатные натриевые (содовые, чисто щелочные), холодные и тёплые, с минерализацией до 10 г/л. Воды эти пользуются широкой известностью как ценнейшие питьевые минеральные воды и применяются на многих курортах страны и СНГ (Поляна-Квасова);
- Воды типа Ессентуки — хлоридно-гидрокарбонатные натриевые (щелочно-соляные), с минерализацией до 10—12 г/л, а иногда и больше, нередко (сложного состава) с повышенным содержанием брома и йода (курорт Ессентуки — № 4, № 17, «Арзни» армянская);
- Воды Обуховского типа — гидрокарбонатно-хлоридные и хлоридные натриевые (солёные), с минерализацией до 2,0—2,6 г/л (слабоминерализованные), иногда и более, содержат лечебные органические соединения (курорт Обухово, Камышловский район Свердловской обл. Вода Обуховской скважины имеет следующий химический состав:

{\displaystyle M_{\mathrm {2{,}3} }\;{\frac {Cl67HCO_{3}29SO_{4}4}{Na93\,Ca4\,\mathrm {Mg} 3}}\;T\mathrm {6{,}2} \,D130\,\mathrm {m^{3}/day} }

### Обуховские минеральные воды
Обуховские минеральные воды известны более сотни лет, полвека на их базе работал курорт. Свойства воды Обуховского источника определяются содержанием в ней органических веществ (особенно гуминовых) в сочетании с кремнекислотой. Такие компоненты раньше выявлять не умели, критерием оценки было принято содержание в воде солей и газов, а с этих позиций Обуховский источник [как слабоминерализованный] не выдержал испытания, и воду лишили титула лечебной.
Концентрация солей в пробурённой там скважине — 2,3 г/л. В воде растворены азотно-метановый газ, сероводород (6 мг/л), углекислота свободная (12 мг/л). Есть в ней кремнекислота (26 мг/л), немного йода, брома, небольшое количество железа. Спектральный анализ показал наличие ряда микроэлементов. Кроме того, в воде содержатся нафтеновые кислоты (гуминовые вещества), битумы, жирные кислоты, фенолы.
По величине содержания органики Обуховские воды сходны с источником «Нафтуся» Трускавецкого курорта. Небольшой завод производит разлив воды, и она поступает в продажу в качестве лечебно-питьевой.
- Одесский «Куяльник № 4»
- Трускавецкая «Нафтуся № 2»
- «Ессентуки № 20» в районе Кавказских Минеральных Вод.

### Минеральные воды бутылочного разлива
Разлив минеральных вод в герметически закрытую посуду после предварительного газирования углекислым газом позволяет сохранить их солевой состав. Это даёт возможность применять лечебно-питьевые воды и во внекурортной обстановке.
На многих курортах для бутылочного разлива используется, как правило, небольшое количество источников. Но в торговую сеть поступают минеральные воды большого числа производителей. Ни то, ни другое не даёт возможности ориентироваться в выборе воды даже врачу. А знание её аналогов поможет в случае отсутствия [искомой] назначенной воды выбрать равноценную замену.
Обычно на бутылочной этикетке приводится химический состав воды в граммах или миллиграммах на литр [или дм³] (ммоль/л или мг-экв/дм³). Однако определить по этим данным примерный солевой состав довольно трудно, особенно неспециалисту. Ниже даётся характеристика основных лечебно-питьевых минеральных вод бутылочного разлива.
Для каждой из них в таблице приведена формула М. Э. Курлова и примерный солевой состав в процентах от общей минерализации. Чтобы иметь более полное представление о хим. составе, в формуле показаны все анионы и катионы независимо от их количества. Воды сгруппированы по классификации В. А. Александрова. Слабоминерализованные (с содержанием солей до 2 г/л) выделены отдельно.
Вопрос (предпочтения) назначения решается врачом после всестороннего обследования больного и установления точного диагноза. Тип минеральной воды назначают в зависимости от состояния секреторной, моторной и кислотообразующих функций.

### Группа хлоридных вод
Попадая в желудок, хлоридно-натриевые воды усиливают его перистальтику, стимулируя отделение желудочного сока. Ионы хлора и водорода служат основным материалом, из которого вырабатывается соляная кислота, определяющая кислотность желудочного сока. А соляная кислота стимулирует деятельность поджелудочной железы и секрецию кишечных ферментов.
Хлоридные (солёные и горько-солёные) воды занимают довольно значительное место среди лечебно-питьевых вод бутылочного разлива. Они содержат главным образом соли хлоридной группы. Иногда встречается в них небольшое количество гидрокарбонатов или сульфатов — несколько процентов. Катионный состав этих вод чаще всего представлен натрием, который в сочетании с хлором образует поваренную соль, отсюда их солёный вкус. Хлористый натрий резко превалирует над остальными солями почти во всех хлоридных водах.
В горько-солёных водах встречается довольно много хлористого магния, хотя его всегда значительно меньше, чем поваренной соли. Содержание хлористого кальция иногда достигает больших величин, превышая даже количество растворённой поваренной соли. Это так называемый хлоридно-кальциевый тип вод.

#### Хлоридно-натриевые воды
К группе хлоридно-натриевых (солёных) вод бутылочного розлива, относятся «Нижнесергинская», «Талицкая», «Тюменская». Это бессульфатные воды с минерализацией соответственно 6,3, 9,5 и 5,3 грамма на литр и высоким процентом содержания хлористого натрия (89-91 %). Кроме того, в «Талицкой» имеется бром (35 мг/л) и йод (3 мг/л), в «Тюменской» — 26 мг/л брома и 3 мг/л йода.
К типу безсульфатных хлоридно-натриевых относится вода «Яворницкая» (Закарпатье) с минерализацией 10,5 г/л. В ней 75 % поваренной соли, остальное — гидрокарбонаты (8 % соды и 13 % гидрокарбоната кальция).
Несколько меньше поваренной соли имеют хлоридно-натриевые воды: «Минская» с минерализацией 4,3 грамма на литр и «Нартан» (Нальчик) с содержанием 8,1 грамма солей в литре. В первой 77 % хлористого натрия, во второй — 71 %. В обеих присутствуют в небольших количествах сульфаты (глауберовой соли соответственно 14 и 12 %); в воде «Нартан» 8 % от общей минерализации составляет сода.
К хлоридно-натриевым относятся также воды «Кармадон», «Миргородская», «Куяльник» с минерализацией 3,8, 2,8 и 3,1 г/л. В первых двух 79 и 83 % поваренной соли, в последней — 61 %. В «Миргородской» и в источнике «Куяльник № 4» имеются сульфаты (глауберова соль): в первой — 9, во второй — 16 %. В «Кармадоне» и в источнике «Куяльник» содержатся гидрокарбонаты. Сода составляет в первом 13, во втором — всего 1 % (источники Куяльницкого курорта характеризуются повышенным содержанием гидрокарбонатов).

#### Хлоридно-кальциевые (горькие) воды
Хлоридно-кальциевые воды (горькие и горько-солёные). Чисто хлоридно-кальциевые воды встречаются в природе редко. Среди лечебно-питьевых вод бутылочного разлива этот тип воды представлен источником «Лугела», содержащим 5%-ный раствор хлористого кальция.

#### Хлоридные смешанного катионного состава
Хлоридными водами смешанного катионного состава с преобладанием натрия (солёными) богаты источники Прибалтики: «Друскининкай», «Валмиерская», «Кемери», «Витаутас» и «Бируте» имеют минерализацию, соответственно, 7,5, 6,2, 4,8, 8,3 и 2,4 г/л.
Первые три источника относятся к хлоридному натриево-кальциевому типу. Поваренная соль в них составляет (по порядку): 63, 68, 48, 64, 50 %. В первых трёх имеются все три хлористые соли, в двух последних отсутствует хлористый кальций. Во всех этих водах содержатся сульфаты, представленные гипсом [в пределах 25 процент-эквивалентов], но в источнике «Валмиерская» их всего 6 %, в воде «Друскининкай» — 14, а в источнике «Кемери» — 23 %. В водах «Витаутас» и «Бируте» есть гипс (соответственно 12 и 9 %) и магнезия (5 и 7 %).

### Группа гидрокарбонатных вод
Соляная кислота желудочного сока и карбонаты [карбонаты и гидрокарбонаты] минеральной воды, взаимодействуя, образуют в желудке некоторое количество углекислоты (углекислого газа), которая несколько стимулирует желудочную секрецию, но поскольку вода находится в желудке недолго, это не играет значительной роли.
Гидрокарбонатные воды составляют примерно третью часть лечебно-питьевых вод бутылочного разлива. В них содержатся хлориды, представленные обычно поваренной солью в небольшом количестве (4—13 %, иногда 15—18 %). Сульфаты чаще отсутствуют. Катионный состав характеризует разновидности гидрокарбонатных вод. Если в них много натрия, вода приобретает щелочной — содовый — тип.

#### Гидрокарбонатно-натриевые воды
Гидрокарбонатно-натриевые (щелочные) воды представлены довольно большой группой. Наиболее известная среди них вода источника «Боржоми» с концентрацией 6 граммов соли на литр. В её составе 89 % гидрокарбонатов, сода составляет 78 % от всего солевого состава. В воде присутствует 11 % натрия хлорида, железо (2 мг/л) и кремнекислота (46 мг/л).
В группе закарпатских щелочных лечебно-питьевых вод — «Лужанская» (бывшая «Маргитская»), «Плосковская», «Свалява», «Поляна-Квасова» (Квитка Полонины) — концентрация солей (по порядку — 7,5, 8,6, 9,7 и 10,5 г/л) выше, чем в источнике «Боржоми». Больше в закарпатских водах и гидрокарбонатов (91-98 %), при этом сода составляет 85—89 % от общей минерализации. Поваренной соли в этих водах 2—9 %. Углекислые карпатские источники известны под общим названием Буркутов (украинский синоним нарзана). Особенно распространены они в Свалявском районе Закарпатской области вблизи сёл Поляна (также «Поляна Купель»), Лужанка, Плоское и других, а также у посёлка сельского типа Буркут Верховинского района на юге Ивано-Франковщины, в долине р. Чёрный Черемош (приток Черемоша, бассейн р. Прут).
Грузинские щелочные воды — «Набеглави» с минерализацией 7,2 г/л и «Уцера», содержащая в 1 литре 10,5 граммов солей, тоже содового типа. Гидрокарбонаты в них составляют 93—94 %. Доля соды от общей минерализации примерно такая же, как в источнике «Боржоми», но по абсолютной величине больше, поскольку в них выше общая сума солей, нежели в источнике «Боржоми». Поваренной соли в воде «Уцера» шесть процентов, а в источнике «Набеглави» всего три, но есть ещё 4 % глауберовой соли.
В кавказских щелочных водах «Авадхара», «Сирабская», «Саирме» с минерализацией соответственно 6,8, 5,1 и 5,0 г/л при общем высоком содержании гидрокарбонатов (75—97 %) сода составляет всего 52—69 %. За счёт этого в них увеличено количество гидрокарбоната кальция — до 11—19 % и гидрокарбоната магния — до 9—14 %. Поваренной соли в последних двух водах 12 и 13 %, а в источнике «Авадхара» всего три; в «Сирабской» воде 13 % глауберовой соли.
Источник Приморского края «Ласточка» — гидрокарбонатный. В нём отсутствуют хлориды и сульфаты. От общей минерализации (4,4 г/л) 55 % составляют щелочные металлы (преимущественно натрий), остальной солевой состав распределён почти поровну между гидрокарбонатами магния и кальция.
Щелочные кавказские источники «Дилижан», «Ачалуки» и молдавская «Корнештская» имеют высокое содержание гидрокарбонатов: 77, 83 и 89 %, в последних двух они почти целиком представлены содой, только в «Дилижане» 22 % гидрокарбонатов кальция. Но минерализация всех трёх источников (3,2—2,7 г/л) примерно в два раза ниже, нежели «Боржоми». В состав этих вод входит небольшое количество сульфатов, представленных глауберовой солью (7—12 %) и хлоридов в виде поваренной соли (4—10 %).

#### Гидрокарбонатные смешанного катионного состава
Гидрокарбонатные воды бутылочного разлива, имеющие смешанный катионный состав, представлены источниками «Аршан», «Амурская», «Селинда», «Багиата» и «Важас-Цхаро» с минерализацией в первых двух соответственно — 3,6 и 2,7 г/л, а в остальных 2,3. Гидрокарбонатных ионов в них 78—100 %, но среди катионов во всех источниках резко преобладает кальций (59—71 %). Первые два источника относятся к гидрокарбонатному кальциево-магниевому типу, остальные — к гидрокарбонатному кальциево-натриевому. Сода имеется в «Амурской» (25 %), в источниках «Багиата», «Важас-Цхаро» (20 %) и «Селинда» (10 %). В источнике «Аршан» щелочных металлов нет совсем (см. Хим. состав).
Гидрокарбонатные воды «Кука», «Эльбрус» (Поляна Нарзанов, Приэльбрусье) и «Турш-Су», при минерализации в первых двух источниках 2,8, а в последнем 3,5 г/л, тоже имеют смешанный катионный состав. В первой из названых гидрокарбонаты магния и кальция содержатся примерно в равных количествах (41 и 48 %), а в источнике «Турш-Су» их 40 и 27 %. В обеих водах есть ещё сода (в первой — 7, во второй — 19 %) и немного глауберовой соли (соотв. 4 и 9 %), в источнике «Эльбрус» 33 % соды, 30 — гидрокарбоната кальция и 17 % поваренной соли. Все они содержат железо (19—27 мг/л).

### Группа сульфатных вод
Содержание брома в «Талицкой» воде 35 мг/л, в «Тюменской» — 26, концентрация йода — 3—5 мг/л.
Сульфатные воды бутылочного разлива имеют невысокую концентрацию солей — от 2,4 до 3,9 г/л, исключение составляет вода Баталинского источника — 21 г/л. Во всех сульфатных водах преобладают сернокислые соли. Щёлочи отсутствуют или имеются в незначительном количестве — в пределах 10 %. Гидрокарбонатная группа обычно представлена известковым компонентом. Хлоридов тоже немного, преимущественно это поваренная соль.

#### Сульфатно-натриевые (глауберовы) воды
Сульфатно-натриевые воды (глауберовы) «Ивановская», «Шаамбары № 1» содержат 93 и 76 % сернокислых солей, в том числе глауберовой соли 59 и 74 %. В «Ивановской» остальную часть составляют магнезия (16 %) и гипс (18 %), в источнике «Шаамбары № 1» 2 % магнезии и 20 — поваренной соли.

#### Сульфатно-кальциевые (гипсовые)
К сульфатно-кальциевому (гипсовому) типу относятся «Краинка», «Буковинская». В первой — 72, а во второй — 64 % сульфата кальция (гипса). Содержание глауберовой соли — 5 и 16 %, а магнезии — 13 и 8 % от общей минерализации (2,4 и 2,6 г/л).

#### Сульфатные смешанного катионного состава
Сульфатные воды смешанного катионного состава среди вод бутылочного разлива имеют три разновидности. Натриево-магниевая (глауберово-магнезиальная) высокоминерализованная вода «Баталинская» содержит 85 % сульфатов: из них 47 % глауберовой соли и 36 — магнезии, 10 % приходится на поваренную соль и пять — на гидрокарбонат кальция. Магниево-кальциевая (магнезиально-гипсовая) вода «Кашин» с концентрацией соли 2,7 г/л содержит 83 % сульфатов, из них на магнезию и гипс приходится почти поровну — 33 и 38 % от общей минерализации, 12 % занимает глауберова соль. Кроме того, в воде 15 % поваренной соли. Кальциево-магниево-натриевая (гипсово-магнезиально-глауберова) вода «Московская» на 93 % состоит из сульфатов. В ней есть все сернокислые соли: магнезии — 28 %, глауберовой соли — 27, и гипса — 38 %.

### Группа вод сложного состава
Большая часть источников вод имеет сложный состав и потому может оказывать многогранное и неизученное действие на организм.

#### Гидрокарбонатно-хлоридные воды
Смешанные гидрокарбонатно-хлоридные натриевые воды (щелочно-соляные) представляют собой своеобразное сочетание двух типов вод, обладающих противоположной природой физиологического действия.
Гидрокарбонатно-хлоридные натриевые (щелочно-соляные) воды представляют большую группу среди вод смешанного (сложного) состава для бутылочного разлива. В них преобладает натрий, но иногда встречаются в значительном количестве и другие катионы. Хлориды представлены поваренной солью, обязательно остаётся натрий для гидрокарбонатов, и, когда натрия достаточно много, доминирует сода.
Среди представителей щёлочно-соляных вод наиболее известны ессентукские воды № 4 и № 17. По химическому типу воды одинаковы, гидрокарбонаты представлены преимущественно содой, которая составляет больше половины солей (в № 4 — 57, в № 17 — 60 %). Остальная часть минерализации состоит из хлоридов, в основном поваренной соли, соответственно 32 и 31 %, обе воды безсульфатные. Но общее содержание солей и щелочей в источнике «Ессентуки № 17» почти в полтора раза выше, чем в воде «Ессентуки № 4».
Ещё больше гидрокарбонатов содержат щелочно-соляные воды «Семигорская» Краснодарского края и «Рычал-Су» (Дагестан), практически все гидрокарбонаты представлены в них содой: в «Семигорской» её 74, а в источнике «Рычал-Су» — 80 % от общего состава солей. Соответственно увеличению количества щелочей в них снижена величина хлоридов. Поваренной соли в первой из названых — четвёртая часть, во второй 19 %. По минерализации «Семигорская» (10,9 г/л) занимает промежуточное положение между обеими ессентукскими водами. Солей в источнике «Рычал-Су» (4,5 г/л) вдвое меньше, чем в «Ессентуках № 4».
Гидрокарбонатно-хлоридно-натриевый тип имеют закавказские щелочно-соляные воды «Дзау-Суар» (Джава), «Зваре» и «Исти-Су». Но минерализация в них ниже ессентукской (соотв. 7,9; 5,1 и 6,4 г/л). При почти равной общей доле гидрокарбонатов в источнике «Зваре» (и несколько меньше в двух остальных), процент содержания щелочей только в воде «Исти-Су» соответствует ессентукской, в двух других он значительно ниже. В источнике «Дзау-Суар» соды 36 %, в «Зваре» — 38. Все эти воды — бессульфатные (только в источнике «Исти-Су» 2 % глауберовой соли). Хлориды, составляющие остальную часть минерализации этих вод, представлены поваренной солью, содержание которой (по порядку) — 42, 41 и 28 %.
В хлоридно-гидрокарбонатной натриевой воде «Крымская» гидрокарбонаты в виде щелочей составляют половину минерализации, а поваренная соль 38 %. Но общее содержание солей в этой воде — 2,1 г/л — на нижней грани лечебно-питьевых вод. В «Крымской» есть немного сульфатов (9 %).
К хлоридно-гидрокарбонатно-натриевому типу относится закарпатская вода «Драговская» с минерализацией 9,6 г/л и краснодарская «Горячий ключ» с общим содержанием солей в литре 4,5 г солей, но в них хлориды в виде поваренной соли (соответственно 59 и 67 %) превалируют над гидрокарбонатами, которые представлены содой (38 и 32 %). Обе воды безсульфатные. Преобладанием хлоридов над гидрокарбонатами отличается и вода того же типа «Челкарская» с минерализацией 2,2 г/л. Гидрокарбонаты в виде соды составляют 32, а хлоридов (поваренная соль) — 48 %. Кроме того, в «Челкарской» есть сульфаты в виде глауберовой соли (20 %).
К гидрокарбонатно-хлоридному типу со смешанным катионным составом, в котором велика доля натрия, относятся воды «Анкаван», «Севан» и «Малкинская» (минерализация, соответственно — 8,1, 3,3 и 4,0 г/л). Содержание хлоридов в них — 39, 30, 29 %, то есть, за исключением источника «Анкаван», даже меньше, чем в Ессентукских водах. Однако в источниках «Анкаван» и «Малкинский» на первом месте гидрокарбонат кальция (32 и 38 %), в воде «Севан» его меньше — всего 18 %, но довольно много гидрокарбоната магния — четвёртая часть солевого состава. В результате на щёлочи в этих водах остаётся лишь 24—48 % от общего содержания солей.

#### Гидрокарбонатно-сульфатные натриевые (содово-глауберовы)
Гидрокарбонатно-сульфатные воды имеют два основных компонента, доминирующих в той или иной степени, оба оказывают тормозящее действие на желудочную секрецию, а последние ещё и слабительными.
Гидрокарбонатно-сульфатная группа вод бутылочного разлива представлена источниками с минерализацией в пределах 4,5 г/л. Хлориды в них составляют 12—18 %, редко — 22 %. В зависимости от катионного состава в этой группе встречаются различные типы вод.
Гидрокарбонатно-сульфатно-натриевые (глауберово-щелочные) воды «Махачкалинская» и «Серноводская» имеют минерализацию 4 и 4,5 г/л. В первой — 45, во второй — 43 % глауберовой соли от общей сумы солей. Гидрокарбонатов в виде соды соответственно 39 и 32 %, а поваренной соли — 14 и 18 %. В «Махачкалинской» воде выявлена ещё борная кислота (23 мг/л). «Серноводская» и «Махачкалинская» по химическому типу сходны с источником Карловы Вары, но общая минерализация воды чешского курорта в 1,5 раза выше. Сопутствует также сероводород — в большинстве источников (скважин) и родников на бальнеологическом курорте Серноводск-Кавказский вода сероводородная (сульфидная).
Тот же содово-глауберовый состав имеет вода кавказского источника «Джермук» с минерализацией 3,8 г/л, но глауберовой соли здесь вдвое меньше (24 %). Больше половины солей составляют гидрокарбонаты, среди которых 33 % соды, а остальное — гидрокарбонаты кальция и магния. На хлориды (NaCl) остаётся 13 %.

#### Гидрокарбонатно-сульфатные смешанного катионного состава
Гидрокарбонатно-сульфатные натриево-кальциевые воды железноводских источников — «Славяновская» и «Смирновская» — имеют почти одинаковый солевой состав (см. Старый источник). В них примерно половина гидрокарбонатов: в первом источнике 35 % кальция, 7 — магния, и 8 % соды. Сульфатов, представленных глауберовой солью, в «Славяновской» воде — 36, в «Смирновской» — 34 %, хлоридов в виде поваренной соли соответственно 14 и 13 %. По составу сернокислых солей обе воды глауберова типа. Различие в минерализации у них также незначительное: в «Смирновской» общее содержание солей 3 г/л, в «Славяновской» — на 0,5 г больше.
К сульфатно-гидрокарбонатному натриево-магниевому типу относится вода «Яковлевская» (минерализация 2,1 г/л). Сульфаты в ней представлены глауберовой солью (29 %) и магнезией (23 %). Таким образом, по составу сернокислых солей это глауберова-магнезиальная вода. Гидрокарбонаты кальция составляют в ней 33 % и поваренная соль — 15.
Гидрокарбонатно-сульфатный кальциево-натриевый (кальциево-натриево-магниевый) тип имеют нарзаны известных кисловодских источников [характеризуются высоким содержанием свободной углекислоты]. Для разлива используется углекислая гидрокарбонатно-сульфатно-хлоридная кальциево-натриевая вода «Нарзан» буровой № 5/0 с минерализацией 4,1 г/л. В ней 62 % гидрокарбоната кальция, сернокислые соли представлены магнезией (13 %) и глауберовой солью (10 %), поваренная соль составляет 10 %.
По химическому составу вода буровой скважины № 5/0, идущая для бутылочного разлива, очень похожа на «Нарзан Доломитный», в котором 60 % всех солей составляет гидрокарбонат кальция, 16 — магнезия, 10 % — глауберова соль. Кисловодская вода «Сульфатный нарзан» сходна с ними по содержанию гидрокарбоната кальция и глауберовой соли, но отличается повышенным процентом магнезии и отсутствием поваренной соли.

#### Сульфатно-хлоридные воды
Сульфаты в значительных количествах содержатся примерно в половине всех вод бутылочного разлива, хлориды представлены главным образом поваренной солью. В смешанных хлоридно-сульфатных водах могут преобладать и те и другие компоненты. Хлоридно-натриевые воды таджикского источника «Шаамбары № 2» (минерализация 16,5 г/л) содержат 62 % сульфатов. В крымской воде «Феодосия» тоже значительна доля сульфатов, но минерализация этого источника 4 г/л. Глауберова соль составляет половину общего содержания солей в обоих источниках, процент хлористого натрия (NaCl) тоже почти одинаков — 38 и 34. В источнике «Шаамбары № 2» гидрокарбонаты отсутствуют, в воде «Феодосия» их 18 % — щёлочи.
В соляно-глауберовых водах «Новоижевская» и «Алма-Атинская» преобладают хлориды натрия (54 и 57 %); сульфаты в них представлены глауберовой солью (26 и 28 %), гипсом (12 и 11 %) и небольшим количеством магнезии (7 и 1 %). Гидрокарбонатов в этих водах практически нет. Но, сходные по типу, они имеют разную минерализацию: в литре воды «НовоИжевского» источника содержится 12,8 г, а «Алма-Атинского» — только 4 г.
Хлоридно-сульфатная вода «Угличская» с минерализацией 4 г/л имеет втрое больше сульфатов, чем хлоридов. Преобладание сернокислого натрия (32 %) и сернокислого кальция (26 %) ставит эти воды в разряд глауберово-гипсовых, но с большим содержанием соляного компонента; магнезия в них составляет 16 % от общего содержания солей.
Хлоридно-сульфатная (глауберо-магнезиально-соляная) вода «Лысогорская» имеет высокую минерализацию (19,8 г/л), в ней 38 % поваренной соли, остальное сульфаты — примерно равное содержание магнезии и глауберовой соли (23 и 25 %), гипса 10 %.
К сульфатно-хлоридному типу со смешанным катионным составом относится широко известная соляно-гипсово-магнезиальная вода «Ижевская». Воду Ижевского источника [минеральной воды «Ижевская»] в Татарской республике иногда по незнанию отождествляют с удмуртской «НовоИжевской». На самом деле эти воды неодинаковы. По составу сульфатных солей первая относится к гипсово-магнезиальному типу, вторая — к глауберовому, а общее содержание солей в Ижевском источнике в 2,5 раза ниже, чем в «Новоижевской» воде с минерализацией 4,9 г/л. Сульфаты, которых здесь больше половины всего минерального состава, представлены сернокислым кальцием (35 %) и магнезией (19 %). Хлориды (в основном поваренная соль) составляют 40 %.

#### Хлоридно-гидрокарбонатно-сульфатные
Хлоридно-гидрокарбонатно-сульфатных вод, содержащих все три основные группы анионов в количестве более 20 % каждая, среди лечебно-питьевых вод немного. К ним относится ряд пятигорских источников («Лермонтовский», «Красноармейский», «Тёплый нарзан» и другие), но для питьевых целей бутылочного разлива из этой группы используется только натриево-кальциевая вода «Машук № 19» с минерализацией 6,6 г/л. В ней 37 % поваренной соли, 33 % гидрокарбоната кальция. Сульфаты представлены глауберовой солью. На сегодняшний день разливается в бутылки большая группа Пятигорских нарзанных источников.
Магниево-натриевый тип имеет вода «Крымский нарзан» (минерализация 2,6 г/л). Среди преобладающих в её составе хлоридов 32 % поваренной соли, 18 — хлористого магния. Остальная минерализация распределяется так: сернокислая соль магния — 18, гидрокарбонаты кальция — 27 %.

### Слабоминерализованные воды
Слабоминерализованные воды с содержанием солей в пределах 2 г/л среди лечебно-питьевых вод бутылочного разлива составляют примерно третью часть, причём половина из них имеет минерализацию около 1 г/л. По химическому составу они весьма неодинаковы, основную долю в них составляют обычно гидрокарбонаты.

#### Железистые воды
Железистые воды занимают особое место среди слабоминерализованных целебно-питьевых вод. Их применяют при лечении органов кроветворения. Содержание железа в источниках «Буркут», «Нафтуся № 2», «Шепетовская», «Кызыл-Джан», «Казбегский нарзан», «Шиванда» составляет 10—14 мг/л. В «Приморской» количество железа 18 мг/л (в приморской «Ласточке» — 21 мг), в водах «Ямаровка», «Молоковка», «Дарасун», «Херсонская» оно достигает 22 мг/л. В «Полюстровской» воде (Санкт-Петербург) железа 33 мг/л, а в источнике «Шмаковка» (Приморье) — 39.
Широкоизвестные железноводские железистые воды «Славяновская» и «Смирновская» имеют 4—5 мг железа, одесский «Куяльник» — 8 мг/л, «Турш-Су» и приэльбрусский нарзан «Эльбрус» — 27 мг, а Закарпатская «Лужанская» минвода — более 50 мг/л.

#### С содержанием органических веществ
Последними исследованиями в XX веке в этих источниках выявлены кремниевые компоненты и органические вещества (нафтеновые кислоты, и другое). Самым исследованным в отношении состава воды считается источник «Нафтуся» курорта Трускавец, остальные ещё нуждаются в детальном изучении.

#### Прочие слабоминерализованные воды
«Буковинская», «Знаменовская», «Ташкентская», «Сарыагачская» имеют гидрокарбонатно-натриевый (содовый) тип. Сода в них составляет 91, 73, 62, 57 %. Это щелочные воды типа «Боржоми», но очень сильно разбавленные. Даже в наиболее минерализованной из них «Буковинской» степень разведения почти пятикратная. Процент щёлочности в «Ташкентской» и «Сарыагачской» водах несколько ниже, чем в остальных, в них 17 % сульфатов в виде глауберовой соли.
К гидрокарбонатному типу со смешанным катионным составом, в котором преобладает, иногда очень значительно, кальций, относятся воды Восточной Сибири (Забайкалья) и Дальнего Востока — «Шмаковка», «Ямаровка», «Молоковка», «Дарасун», «Приморская», «Шиванда», «Ургучан». Аналогичный химический состав в водах украинских источников — «Шепетовской», «Житомирской», «Березовской» (Березовские Минеральные Воды) и «Харьковской № 1», «Киевской», «Регине», а также «Бадамлинской» в Азербайджане и «Нафтусе № 2» курорта Трускавец. Гидрокарбонатов в них 82—98 % от общей минерализации, но доля щелочей невелика. Обычно процент содержания соды не выше 10—13, редко 16—20 и только в воде «Шиванда» достигает 29 %. Большая часть гидрокарбонатов здесь представлена двууглекислым кальцием, хлоридов и сульфатов — единицы процентов от общей минерализации.
Гидрокарбонатно-хлоридный (щелочно-соляный) сложный тип имеют воды «Полюстрово», «Херсонская», свалявский «Буркут», «Казбегский нарзан», «Нальчик», «Запорожская», «Мелитопольская», «Гоголевская» (пос. Шишаки, Бутова гора), «Березанская». В них обычно примерно равное содержание хлоридов и гидрокарбонатов. При этом первые [соли] представлены чаще всего поваренной солью, вторые — содой, а остальные — гидрокарбонатом кальция или магния («Полюстровская»).
Гидрокарбонатно-сульфатного типа воды «Харьковская № 2», «Олеська», «Кишинёвская», «Ферганская», «Джалал-Абадская № 4»; «Кызылджан», слабоминерализованная «Ессентуки № 20» содержат от 33 до 65 % гидрокарбонатов. Представлены они преимущественно двууглекислым кальцием. Сода имеется только в «Ферганской» воде (44 %) и в «Кишинёвской» (22 %). Сернокислых солей 26-60 %, чаще почти поровну глауберовой соли и магнезии. Исключение составляют «Ферганская», «Джалал-Абадская» и «Ессентуки № 20», в первой из них только глауберова соль (33 %), во второй главным образом магнезия (26 %), а в источнике «Ессентуки № 20» 29 % магнезии, 11 — глауберовой соли и 10 % гипса.
Хлоридов в этих водах мало, только в «Ферганской» их 19 % и в «Джалал-Абадской» — 26. Вода источника «Ессентуки № 20» — сульфатно-гидрокарбонатного кальциево-магниевого типа, по составу сернокислых солей — магнезиальная (29 %). К хлоридно-сульфатным относится грузинская вода "В ней почти половину солей составляет хлористый кальций (42 %), на долю хлорида натрия приходится 24 %. Сернокислые соли (сульфаты) представлены соединением с кальцием (32 %). Это хлор-кальциево-гипсовая вода.

## Промышленный розлив вод
Минеральные воды имеют естественные (ключи, родники) и искусственные выходы, выведенные на поверхность земли при помощи буровых скважин, шахт, штолен. Для бальнеологических целей и розлива используют исключительно минеральные воды из буровых скважин, обеспечивающих постоянство дебита, химического состава и гарантирующих воды от загрязнения. Для предохранения источников минвод от истощения и загрязнения устанавливаются округа и зоны санитарной охраны.
Для накопления, хранения, транспортировки и использования минеральных вод имеются соответствующие бальнеотехнические устройства: каптажи, надкаптажные сооружения и оголовки буровых скважин, резервуары, минералопроводы, а также ванные здания, питьевые галереи и бюветы (для внутреннего применения минеральных вод), приборы для нагревания и охлаждения минвод.
Внутреннее применение минеральных вод практикуется и во внекурортной обстановке. В этих случаях используют привозные минеральные воды (бутилированная вода). Розлив этих вод производится на специальных заводах и в цехах предприятий пищевой промышленности. Для розлива минеральных вод в бутылки в странах бывшего СССР используется около 180 минеральных источников с продукцией свыше 1 млрд бутылок в год (на территории республик бывшего Советского Союза известно свыше 3500 минеральных источников и скважин). Налитая в бутылки вода насыщается углекислотой до концентрации 3—4 %, что сохраняет устойчивость её химического состава. Вода в бутылке должна быть бесцветной, абсолютно чистой, без запаха или не свойственного ей (постороннего) привкуса; хранить бутылки рекомендуется в горизонтальном (лежачем) положении в прохладном месте.
К искусственным минеральным водам, используемым как столовые и утоляющие жажду напитки, относится содовая вода, представляющая собой пресную воду, к которой добавлены двууглекислая сода NaHCO3 и незначительно хлористый кальций, хлористый магний, насыщенную углекислотой.

## Наружное применение
Для бальнеологических процедур используется природная минеральная вода из каптажей, буровых скважин и искусственно приготовленная. Искусственные минеральные воды, близкие по составу к естественным, изготавливают из химически чистых солей (например, озёрная или морская соль). Рапа подземных вод, которую добывают с помощью скважин, используется для получения кухонной (Стебник Львовской области) и лечебной (курорты Трускавец и Моршин) солей. В России из искусственных минвод в больницах, поликлиниках и местных санаториях, пансионатах, профилакториях приготавливают углекислые, сероводородные, азотные, кислородные, хлоридно-натриевые и другие ванны (в бальнеотерапии используются также соляные ванны из воды (концентрированных природных) хлоридно-натриевых, бром-йод-хроридно-натриевых источников, рапы озёр и лиманов, морской воды). Наиболее частыми методами наружного применения минеральных вод (наружной бальнеотерапии) являются ванны [общие и местные — для нижних и верхних конечностей], купания в бассейнах с минеральной водой, души (струевой (шотландский), дождевой, циркулярный, душ-массаж и пр.). Минеральные воды (искусственные и естественные) применяются также для полоскания рта, ингаляций, промываний желудка и кишечника, клизм, орошений. Бальнеотерапия проводится по назначению врача.
Некоторые бальнеолечебницы располагают грязелечебными отделениями и небольшими стационарами (на 15—50 мест).